# Ghathotkacha

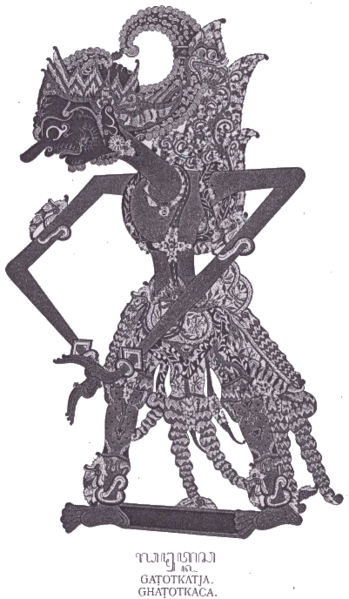
Gatotkaca (nom javanais de Ghatotkacha) dans le théâtre d'ombres wayang.

Ghatotkacha (sanskrit घटोत्कच) est un personnage de l'épopée indienne du Mahabharata. Il est le fils de Bhima, un des cinq frères Pandava, et de Hidimbi ou Hidimba. Par sa mère, Gathotkacha est à moitié rakshasa (démon). C'est pourquoi il possède des pouvoirs magiques qui font de lui un guerrier précieux lors de la bataille de Kurukshetra, épisode qui marque l'apogée de l'épopée.

## Description
Son nom lui vient de sa tête, qui était chauve (utkach) et avait la forme d'un pot (ghatam).
Jeune, Ghatotkacha vivait avec sa mère. Un jour, il se bat contre Abhimanyu, ignorant que c'était le fils de son oncle Arjuna, et donc son cousin.
Ghatotkacha est un personnage loyal et humble. Il est disponible à tout moment, ainsi que sa suite, pour son père Bhima. Tout ce que Bhima a à faire est de penser à lui, et il apparaîtra. Comme son père, Ghatotkacha a pour arme principale une massue.
Sa femme s'appelle Ahilawati et son fils Barbarika.
Dans le Mahābhārata, Bhima somme Ghatotkacha de combattre aux côtés des Pandava dans la bataille de Kurukshaetra. Grâce à ses pouvoirs magiques, il cause d'énormes dégâts dans les rangs des Kaurava, cousins et ennemis de ses oncles Pandava. En particulier, après la mort de Jayadratha, alors que la bataille se poursuit au-delà du coucher du soleil, ses pouvoirs sont le plus redoutable.
À ce point de la bataille, le chef des Kaurava Duryodhana fit appel à son meilleur guerrier, Karna, afin de tuer Ghatotkacha car toute l'armée Kaurava approchait de l'annihilation à cause de ses frappes aériennes incessantes. Karna possédait une arme divine, ou shakti, accordée par le dieu Indra. Elle ne pouvait être utilisée qu'une seule fois, et Karna l'avait conservée pour l'utiliser sur son ennemi juré : le meilleur guerrier Pandava, Arjuna.
Incapable de désobéir à Duryodhana, Karna utilisa le Brahmastra (en) contre Ghatotkacha, le tuant. Ceci est considéré comme le moment décisif de la guerre. Après sa mort, le conseiller Pandava Krishna sourit, en considérant que la guerre allait être gagnée par les Pandavas maintenant que Karna n'avait plus d'arme divine à utiliser contre Arjuna.

## Temples

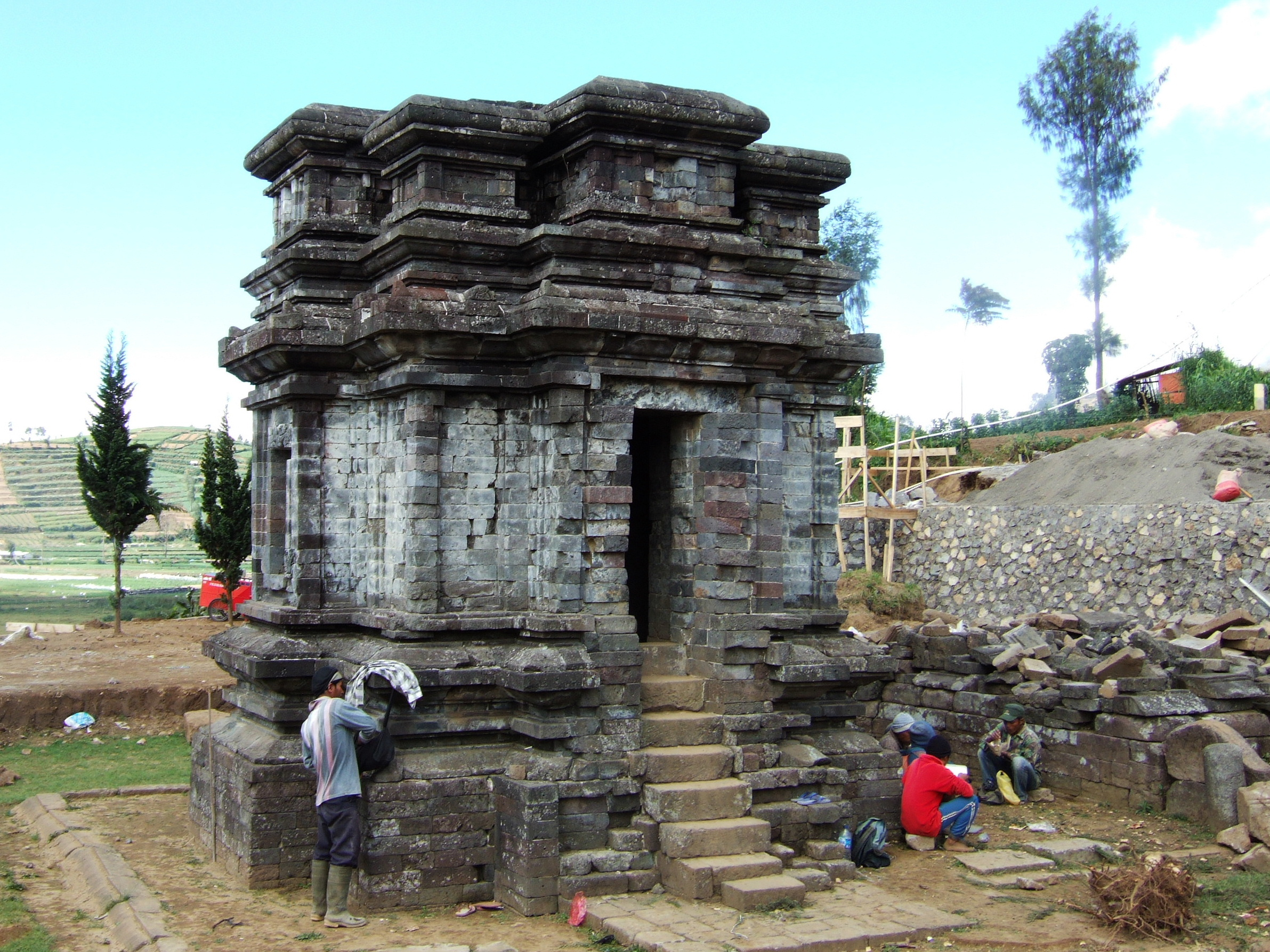
Temple de Gatotkaca sur le plateau de Dieng.

En Inde, il existe un temple dédié à Ghatotkacha à Manali, dans l'État du Himachal Pradesh, près d'un autre dédié à Hidimba.
Son nom a également été donné à un des temples du plateau de Dieng à Java en Indonésie.